# Bliskovni pomnilnik
Bliskovni pomnilnik (tudi flash memory) je vrsta računalniškega pomnilnika, ki ga lahko elektronsko izbrišemo ali reprogramiramo. Ta tehnologija je bila primarno uporabljena v pomnilniških karticah in USB ključih, ki so služili kot ključne naprave za prenos podatkov med računalniki in drugimi digitalnimi napravami. Bliskovni pomnilnik je zvrst EEPROMa.